# Wittibsmühle
Wittibsmühle ist ein Ortsteil der Gemeinde Wang im oberbayerischen Landkreis Freising. 

## Geographie
Er liegt nahe der Amperbrücke von Moosburg nach Mauern vor den Toren Moosburgs. Von 1917 bis 2012 befand sich dort ein Klostergut der Franziskanerinnen.

## Geschichte
Vor 1803 gehörte die Einöde Wittibsmühle zur Obmannschaft Inzkofen des Amtes Mauern im bayerischen Landgericht Moosburg und kam dann zur Gemeinde Wang. Die Wittibsmühle war eine Mühle und Schneidsäge, die während des gesamten 19. Jahrhunderts im Besitz der Familie Schweiger war. 1917 errichteten Franziskanerinnen von Erlenbad hier das Kindererholungsheim Wittibsmühle (St. Franziskushaus). Das Klostergut St. Franziskushaus betrieb über Jahrzehnte eine landwirtschaftliche Haushaltungsschule in Wittibsmühle, später ein Förderinternat für Aussiedlerinnen und auch ein Heim der Männerfürsorge. 2012 verließen die letzten Franziskanerinnen, Schwester Aurele und Schwester Digna, die Einrichtung.
In Wittibsmühle befinden sich heute das Seminar- und Gästehaus Wittibsmühle Felshaus e.V. und eine Reitanlage der Pferdefreunde Moosburg. Die Ansiedlung einer Montessorischule in Wittibsmühle scheiterte 2018 endgültig.

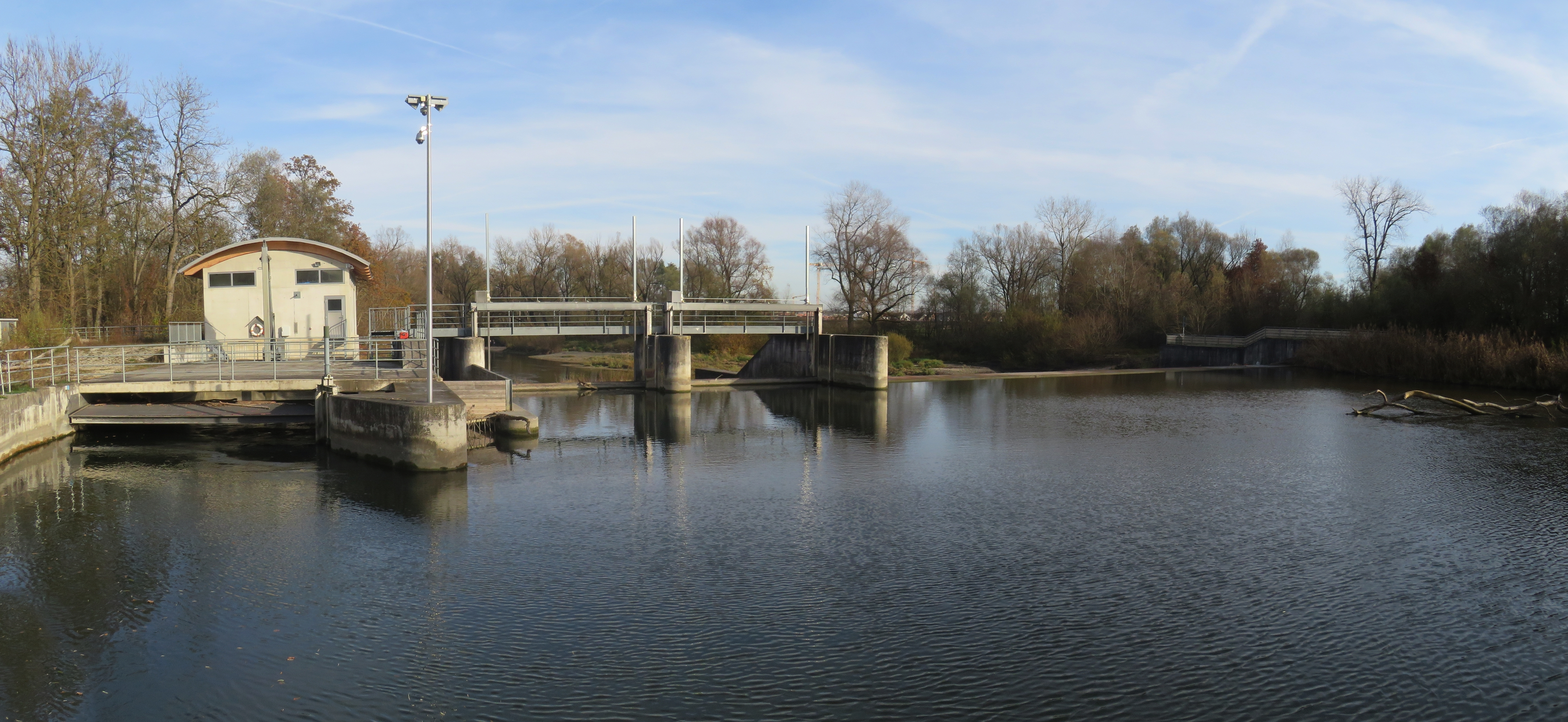
Kraftwerk Wittibsmühle

## Kleinwasserkraftwerk Wittibsmühle
Im Juni 2013 ging an der Amper an dem Stauwehr bei Wittibsmühle das Kleinwasserkraftwerk Wittibsmühle, ein Buchtenkraftwerk mit einer Leistung von 500 Kilowatt, in Betrieb.